# 柳一韓
柳 一韓（ユ・イルハン、英：Ilhan New、韓：유일한、1895年1月15日 - 1971年3月11日）は、大韓帝国（1897年 - 1910年）と大日本帝国強占期（1910年 - 1945年）、大韓民国時期（1948年 - ）の企業人、独立運動家、教育者、社会事業家。商学修士。本貫は晋州柳氏。

## 略歴
平壌出身。1904年、9歳にして米国へ留学し、ミシガン大学で学士号を、カリフォルニア大学で商学修士号を取得。
1909年、彼は独立運動家朴容萬が独立軍を養成する目的で設立したヘイスティングス少年兵学校に入学する。日中は農場で働いて夜は勉強し、休暇の時は新聞配達のアルバイトをしながら暮らした。大人になるにつれ在米同胞たちの抗日集会に参加して演説をしたりしたが、この抗日経歴のために故郷に事業展開のために一時入国したときには、日本帝国警察に連行されることもあった。
1919年、李承晩の主宰するフィラデルフィア韓人自由大会で独立運動決議文基礎作成委員に選任され、大会場で直接朗読した。
日帝の植民地下にあった朝鮮人の健康問題解決のために米国から帰国していた柳は、1926年にソウルで製薬会社「柳韓洋行」を設立し、道徳性や倫理性を重んじる企業活動を行った。「自分の全財産を教育するのに寄付せよ」と遺言で残し、柳韓工業専門大学を設立。
1930年代後半、米国に再び渡り、1941年に海外韓族大会に出席し、在米韓族連合委員会執行部委員として活動した。1942年にCIAの前身であるワシントンの戦略情報局（OSS）の韓国担当顧問として活躍し、在米韓人で構成された韓人国防警備隊（猛虎軍）の創設を主導した。OSSのナプコ作戦（NAPKO Project、日本軍撃退のために韓国内に浸透させるための特殊工作）に1組助長として参加した。ナプコ作戦に参加した工作員たちは、OSSの指揮の下、強度の高い軍事、諜報訓練を受けることになるが、この当時彼は唯一の年齢50歳だった。大学時代にアメリカン・フットボール選手として活動していたので、無理はないと思ったようだ。
1945年にバージニア州ホットスプリングス (バージニア州)で12カ国代表160人が集まった太平洋問題研究会（IPR: Institute of Pacific Relation）の総会に、韓国代表として参加し、戦後の日本処理問題の議論に参加した。
1970年、大韓民国国民勲章「모란장（モランジャン、牡丹章）」。1971年、国民勲章「무궁화장（ムグンファジャン、木槿章）」。1995年、大韓民国建国勲章「독립장（ドンニプジャン、独立章）」が追敍（ついじょ）された。